# Lista episoadelor din 07-Ghost
Aceasta este o lista care contine episoadele din anime-ul 07-Ghost.
Episoadele au apărut săptămânal, perioada apariției fiind: 6 aprilie 2009 - 22 septembrie 2009.

## Lista Episoadelor
| #  | Titlu | Premiera            |
| -- | --- | ------------------- |
| 01 | „Viitorul cu Gânduri Dureroase e” „Setsu naru Omoi no Yukusue w” | Aprilie 6, 2009     |
| 02 | „Amintirile Nostalgice Acompaniaza Durerea” „Natsukashiki Kioku wa Itami to Tomo ni”                                                                                           | Aprilie 13, 2009    |
| 03 | „Copilul meu inocent, dormi în lumina” „Watashi no Mujaki na Kodomo, Hikari no Naka no Suimin”                                                                                 | Aprilie 20, 2009    |
| 04 | „Pâna în adâncimile celei mai serioase rugaciuni” „Tada Hitasura naru Inori no Hate ni”                                                                                        | Aprilie 27, 2009    |
| 05 | „Lacrimi fierbinti, usor îi umplu inima...” „Atsuki Namida, Yasashiku Kare no Kokoro o Mitashi...”                                                                             | Mai 04, 2009        |
| 06 | „Calea dreptatii ce duce catre lumina” „Hikari ni Tsuzuru Tadashiki Michi wa”                                                                                                  | Mai 11, 2009        |
| 07 | „Oare Sufletul, Ce a Fost Devorat de Aripi, Viseaza la Iubitul Sau Copil?” „Tsubasa ni Kuwareta Tamashii wa Itoshii Waga Ko no Yume o Miru?”                                   | Mai 18, 2009        |
| 08 | „Jumatate din sufletul sau se trezeste trista” „Hanbun dake no Tamashii ga Kanashiki Mezame o Yobiokosu”                                                                       | Mai 25, 2009        |
| 09 | „Culoarea sufletului sau va trai pentru totdeauna...” „Tamashii no Iro wa Eien ni...”                                                                                          | Iunie 1, 2009       |
| 10 | „Asta e, în fapt, o ispasire...” „Sore wa Tada Hitotsu no Tsugunai” | Iunie 8, 2009       |
| 11 | „Ispasirea pentru cei dragi e...” „Itoshiki Mono e no Tsugunai wa...” | Iunie 15, 2009      |
| 12 | „Întunericul numit "durere" se apropie mai tare ca niciodata...” „Itami to Iu Na no Yami wa Hitahita to...”                                                                    | Iunie 22, 2009      |
| 13 | „În josul caii de lumina pe care o vad...” „Hikari Aru Michi no Saki ni Miru Mono wa...”                                                                                       | Iunie 29, 2009      |
| 14 | „Un motiv pentru a lupta împreuna... Dreptul de a fi numiti frati de arme” „Issho ni Tatakau Riyu... Senyu to Yobareru Kenri”                                                  | Iulie 6, 2009       |
| 15 | „În acea zi, am fost sigur cu el” „Sono Hi, Watashi wa Kare to Tashika ni Atta”                                                                                                | Iulie 13, 2009      |
| 16 | „Adevarul din adâncurile întunericului, unde lumina nu poate ajunge” „Shinjitsu wa Hikari no Todokanu Yami no Soko ni”                                                         | Iulie 20, 2009      |
| 17 | „Descendentii aripilor întunecate zboara si împrastie nenorociri” „Yami no Tsubasa no Kenzoku wa, Fuko o Matoi, Maioriru”                                                      | Iulie 27, 2009      |
| 18 | „Cel care ar trebui sa fie iertat, se îneaca în întuneric... El, cel care-l iubeste, se îneaca în lacrimi” „Yurusazaru Mono Yami ni Obore ... Aisuru Mono wa Namida ni Nureru” | 3 august 2009       |
| 19 | „Destinul unei iubiri neîmpartasite, dar nesfârsite...” „Majiwaranu Ai, Saredo Kienu Ai no Yukusue wa...”                                                                      | 10 august 2009      |
| 20 | „Recviemul oferit de cei doi” „Futari de Sasageru Rekuiemu” | 17 august 2009      |
| 21 | „Cum ai putut sa alegi usa pierzatorilor atât de usor?” „Naze Yue ni, Nanji, Haisha no Tobira o Kuguru...”                                                                     | 24 august 2009      |
| 22 | „Condus de lumina de la fundul apei, spionul...” „Minasoko no Hikari ni Michibikare, Nozokishi Mono wa...”                                                                     | 31 august 2009      |
| 23 | „Dincolo de întunericul din inima” „Kokoro no Yami no Sono Saki ni” | Septembrie 7, 2009  |
| 24 | „Justitia e a unui om neiubit... Iubirea va fi întotdeauna furata de întuneric...” „Ai Naki Mono no Seigi wa Izuko ni... Yami ni Ubawareshi Kokoro yo, Eien ni...”             | 14 septembrie 2009  |
| 25 | „Repetitie realitatii: de cealalta parte a inimilor unite...” „Shinjitsu wa Ikue ni mo Tsuranaru Kokoro no Kanata ni...”                                                       | Septembrie 22, 2009 |